# Nossa Senhora de Lourdes (Sergipe)
Nossa Senhora de Lourdes est une municipalité brésilienne située dans l'État du Sergipe.